# Jack Stilgoe
Jack Stilgoe ist ein britischer Forscher und Professor. Er ist leitender Dozent für Sozialstudien der Wissenschaften am University College London (UCL). Er hat sein Berufsleben in der Überschneidung zwischen wissenschaftspolitischer Forschung und wissenschaftspolitischer Praxis verbracht, zunächst in der Abteilung für Wissenschafts- und Technologiestudien der UCL, dann in der Denkfabrik Demos, dann in der Royal Society und schließlich an der Universität Exeter.
Seine Fachgebiete sind genetisch modifizierte Pflanzen, Nanotechnologie, maschinelles Lernen und selbstfahrende Autos. Nebenbei schreibt er Artikel für die englischsprachige Zeitung The Guardian. Aktuell ist Stilgoe involviert in ein Forschungsprojekt, das sich „Driverless Future“ nennt. Stilgoe prägte den Begriff Weizenbaum-Test.

## Veröffentlichungen
- The Public Value of Science: Or how to Ensure that Science Really Matters (Erscheinungsjahr 2005)[5]
- The Received Wisdom: Opening Up Expert Advice[6][7]
- Nanodialogues: Experiments in public engagement with science[8]
- Who’s Driving Innovation? New Technologies and the Collaborative State (Erscheinungsdatum 26. November 2019)[9]